# Полтавська гравіметрична обсерваторія Інституту геофізики імені С. І. Субботіна НАН України
Полтавська гравіметрична обсерваторія (ПГО) — геофізичний та радіоастрономічний науково-дослідний заклад у Полтаві, філіал Інституту геофізики імені С. І. Субботіна НАН України. Заснована 1926 року з ініціативи відомого астронома і геофізика О. Я. Орлова.

## Директори ПГО
- 1926—1934 — О. Я. Орлов, який став ініціатором заснування[2]
- 1934—1937 — П. К. Нечипоренко,
- 1938—1951 — О. Я. Орлов,
- 1951—1969 — З. М. Аксентьєва,
- 1969—1982 — Панченко Микола Іванович[3],
- 1982—2016 — Булацен Валентин Гаврилович,
- з 2017 — Лубков Михайло Валерійович.

## Історія

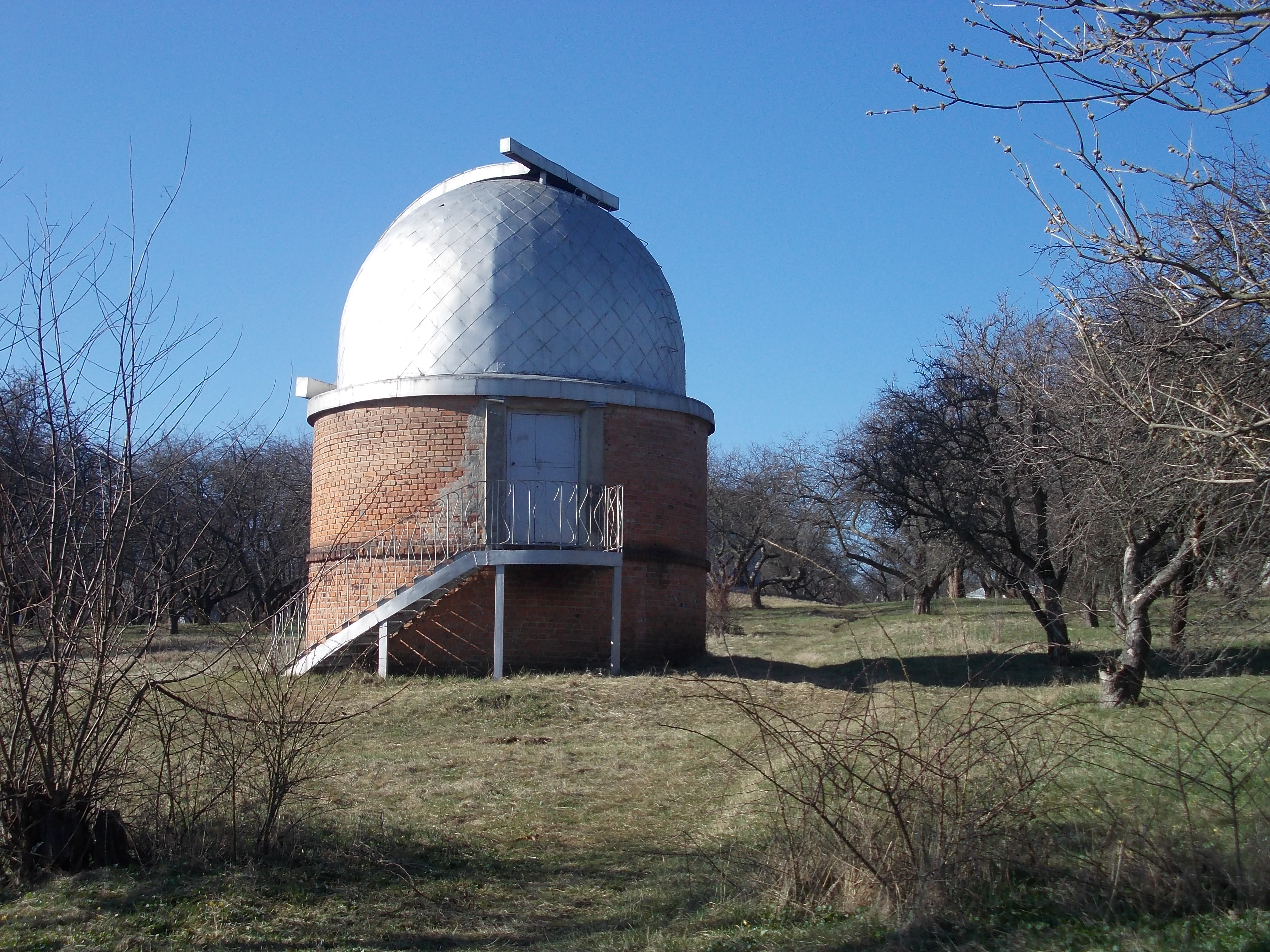
Одна з будівель обсерваторії

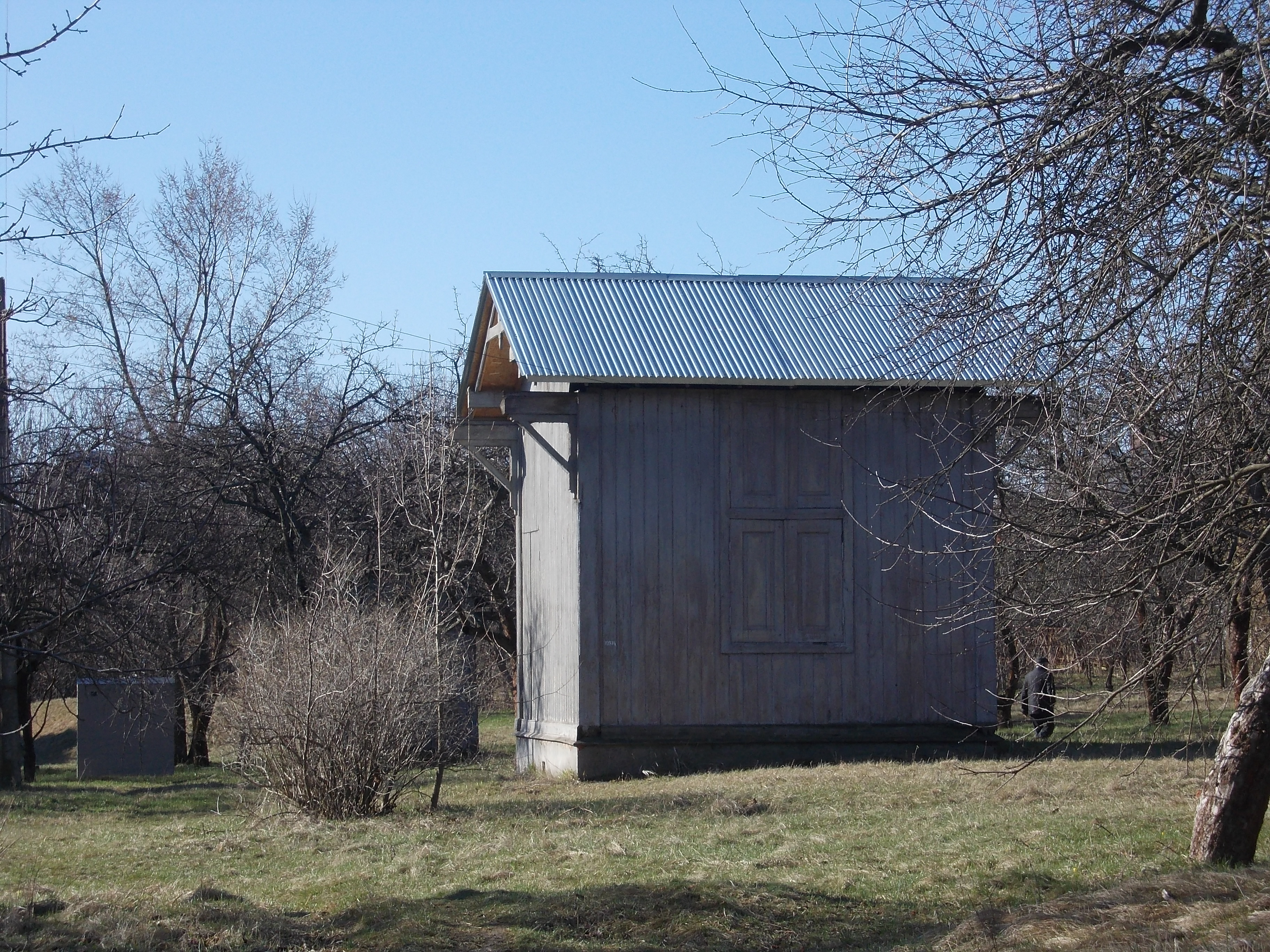
Одна з будівель обсерваторії

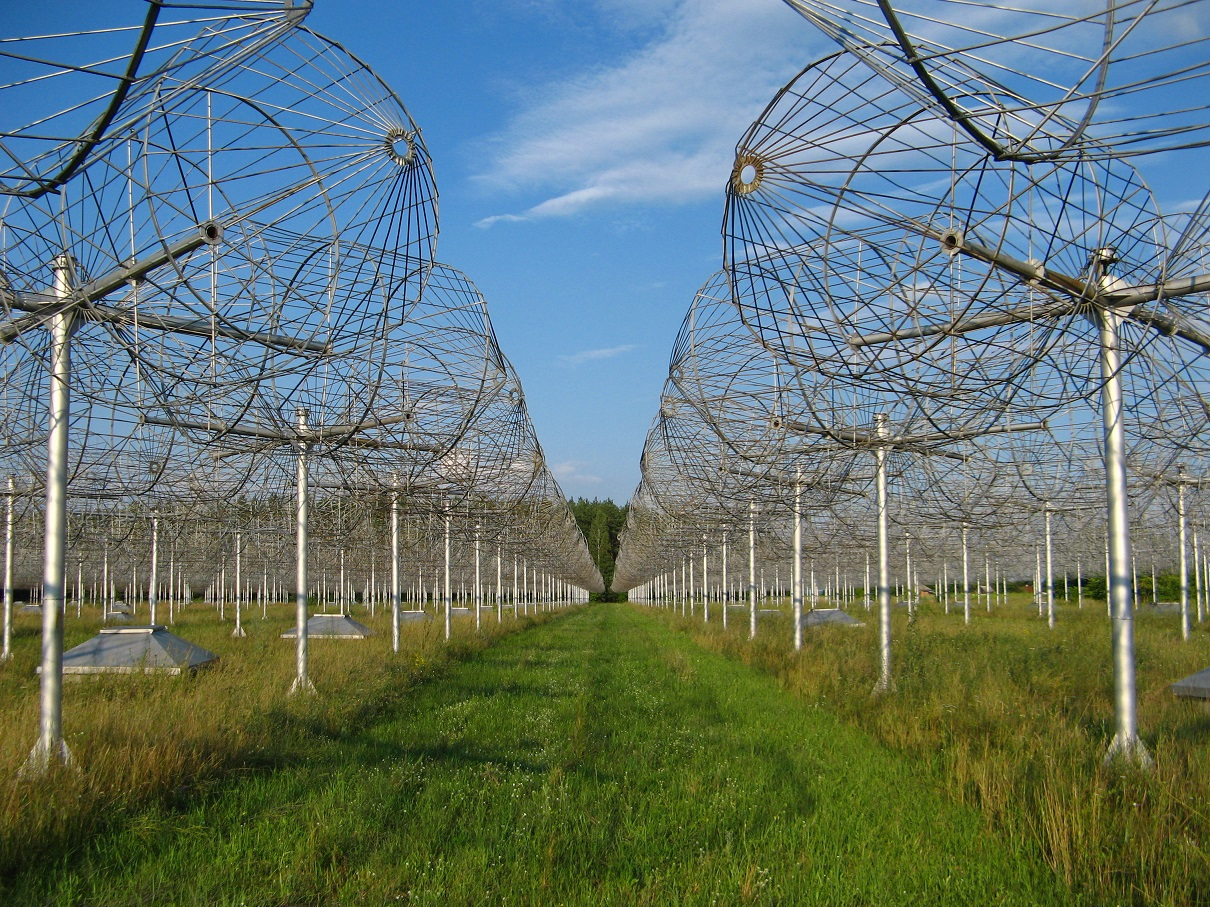
Антенна решітка радіотелескопа УРАН-2

Спочатку Полтавська гравіметрична обсерваторія підпорядковувалась Українській Головній палаті мір та ваг і була розташована в Павленках.
У 1936 р. передана Академії наук УРСР.
З 1964 р. увійшла до складу Інституту геофізики ім. С. І. Субботіна як філіал цього інституту.
В 1926—1938 рр. обсерваторія виконала величезний обсяг робіт з гравіметричного картографування території України.
В результаті визначень прискорення сили тяжіння більш як в 500 пунктах була створена гравіметрична карта України, необхідна при пошуках корисних копалин. Було відкрито кілька гравітаційних аномалій, в районах яких пізніше геологи знайшли поклади нафти і газу[джерело?].
Полтавська гравіметрична обсерваторія є фундаментальним гравіметричним пунктом, зв'язаним з світовою гравіметричною мережею, на якому впродовж багатьох років виконані різними організаціями вимірювання сили тяжіння, в тому числі і абсолютні значення цієї величини.
За період 1930—1997 рр. Полтавська гравіметрична обсерваторія виконала великий об'єм досліджень припливних деформацій Землі (припливи в твердій Землі аналогічні морським припливам і виникають завдяки гравітаційному впливу Сонця та Місяця). Ці дослідження були виконані за допомогою надзвичайно чутливих та високоточних нахиломірів, гравіметрів та деформографів і спрямовані на вивчення динаміки земної кори та внутрішньої будови Землі.
В 1976—1992 рр. проведені неперервні дослідження нахилів обвалонебезпечної зони забудованої частини м. Карло-Лібкнехтівська (Донбас), що дало можливість оцінити поточний стан цієї зони та планувати відновлювальні роботи.
З 1980 р. у Полтавській гравіметричній обсерваторії ведуться пошукові роботи по проблемі провісників землетрусів. Виконуються дослідження динаміки поверхневих шарів земної поверхні з метою виявлення закономірностей деформацій земної поверхні екзогенного походження, які будуть використані для встановлення функціональних зв'язків між геодинамічними параметрами та зовнішніми збурюючими факторами.
З 1939 р. в Полтавській гравіметричній обсерваторії здійснювались астрономічні спостереження за змінами широти Полтави за допомогою кількох інструментів — зеніт-телескопів Цейсса та Бамберга, призмової астролябії Данжона, зеніт-телескопа ЗТЛ-180. Результати цих спостережень дозволили одержати важливі фундаментальні дані про рух земних полюсів, вивчити деякі тонкі ефекти обертання Землі (наприклад, вплив рідкого ядра Землі). Наразі широтні спостереження продовжуються з метою отримання уточнених довготривалих рядів координатних визначень з подальшою їх геофізичною інтерпретацією, а саме: дослідження та моделювання глобальних та регіональних геодинамічних явищ на основі сучасних математичних методів.
Від 1964 року на телескопі АВР-2 ведуться візуальні спостереження покриття зірок Місяцем, які виконуються в мажах відповідної міжнародної служби[яка?].
З 2001 р. в Полтавській гравіметричній обсерваторії у постійному режимі проводяться GPS-спостереження. Полтавська GPS-станція входить до Української мережі станцій космічної геодезії та геодинаміки.
В 1992 р. став до ладу радіотелескоп УРАН-2, поблизу Полтави (с. Степанівка Полтавського району), який входить в мережу радіотелескопів Академії наук України та має статус національного надбання України. За участь у циклі робіт «Розробка принципів наддалекої низькочастотної інтерферометрії, створення мережі радіоінтерферометрів для космічних досліджень і спостереження на ній» співробітники обсерваторії (В. Г. Булацен, А. І. Браженко) одержали в 1997 р. Державну премію України в галузі науки і техніки. За своїми технічними параметрами він посідає друге місце в світі після Харківського УТР-2. Його антена, що складається з 512 окремих антен, займає площу 28 тис. м²; в інтерферометричному режимі має значну роздільну кутову здатність та високу чутливість.
На радіотелескопі проводяться радіоастрономічні дослідження, які дали змогу одержати нові дані про просторову та спектральну структуру, радіовипромінювання космічних радіо-джерел різних класів. Найважливіші результати одержані при спостереженнях квазарів, радіогалактик та залишків наднових зір, що свідчить про суттєві відмінності структури цих джерел на декаметрових хвилях порівняно з більш високочастотними зображеннями.
Радіотелескоп УРАН-2 ефективно використовується і для інших астрофізичних задач, зокрема для:
- вивчення спорадичного радіовипромінювання Сонця і Юпітера;
- вивчення радіовипромінювання пульсарів;
- вивчення мерехтінь космічних джерел на міжпланетній плазмі та іоносфері Землі.

На основі постійного удосконалення технічних можливостей радіотелескопу УРАН-2 у останні роки значно розширено діапазон досліджень — розпочато моніторинг радіовипромінювання Сонця, поляриметричні дослідження радіовипромінювання космічних об'єктів. Оснащення радіотелескопу УРАН-2 широкосмуговим приймально-реєструючим обладнанням нового покоління, робота по створенню якого виконується, дасть змогу і надалі зберегти світовий рівень та пріоритет української радіоастрономії. Радіоастрономічні дослідження на радіотелескопі УРАН-2 виконуються у кооперації з вітчизняними та зарубіжними науковими установами: Радіоастрономічним інститутом НАН України (м. Харків), Фізико-механічним інститутом НАН України (м. Львів), Паризькою обсерваторією (Франція), Інститутом дослідження космічного простору Австрійської академії наук.
Полтавська гравіметрична обсерваторія є асоційованим членом Української астрономічної асоціації (УАА)

## Відділи
- Відділ геодінаміки
- Лабораторія декаметрової радіоастрономії

## Інструменти
- Свердловинний нахиломір, виготовлений у ПГО
- Експериментальний балістичний гравіметр БГУ, виготовлений у ПГО
- GPS-станція (входить до національної і міжнародної геодезичних мереж)
- Зеніт-телескоп Цейсса
- Зеніт-телескоп Бамберга
- Зеніт-телескоп ЗТЛ-180
- Астролябія OPL
- Автоматичний візуальний рефрактор АВР-2
- Радіотелескоп УРАН-2

## Напрямки діяльності

### Наукова
Основними напрямами наукової діяльності Полтавської гравіметричної обсерваторії є:
1. Вивчення обертового руху Землі та пов'язаних з ним геодинамічних явищ методами космічної геодезії та оптичної астрометрії
2. Вивчення динаміки земної кори та сили тяжіння на основі геодезичних та геофізичних спостережень.
3. Геофізичні дослідження з проблеми прогнозу землетрусів.
4. Вивчення джерел космічного радіовипромінювання у декаметровому діапазоні радіохвиль.

### Прикладна
Прикладні роботи, які може виконувати Полтавська гравіметрична обсерваторія:
1. Моніторинг зсувів земної поверхні
2. Вивчення стійкості технічних споруд

## Досягнення
- Створення гравіметричної карти України
- Вперше у світі за астрономічними спостереженнями Полтавської гравіметричної обсерваторії обчислена добова нутація, що підтвердило наявність рідинного ядра Землі.
- На підставі багаторічних спостережень динаміки земної поверхні розроблена методика прогнозування сезонних вертикальних рухів шарів ґрунтів виключно за даними атмосферних опадів
- Полтавський ряд спостережень яскравих зірок не має аналогів у світовій практиці широтних спостережень

## Персоналії
Найбільш відомі фахівці, які працювали в Полтавській гравіметричній обсерваторії:
- Орлов Олександр Якович — чл.-корр. АН СРСР, академік АН УРСР (1880—1954)
- Федоров Євген Павлович — академік АН УРСР (1909—1986)
- Аксентьєва Зінаїда Миколаївна — чл.-корр. АН УРСР (1900—1969)
- Попов Микола Андрійович — доктор ф.-м. наук (1910—1985)
- Баленко Василь Гаврилович — доктор ф.-м. наук (1923—2009)
- Гулак Юрій Костянтинович — канд. ф.-м. наук (1927—2001)
- Іваненко Дмитро Дмитрович — фізик-теоретик, автор протон-нейтронної моделі атомного ядра (1904—1994)
- Ярослав Степанович Яцків — академік АН УРСР (працював у 1960—1962 рр.)

## Цікаві факти
- Будинок, у якому розміщується обсерваторія, належав всесвітньо відомому художнику Григорію Мясоєдову. Будинок був побудований на початку 20-го століття, а сам художник похований неподалік.

- На фасаді будинку обсерваторії встановлено меморіальну дошку О. Я. Орлову. Дошка — мідь, встановлена у 1984 р. (скульптор В. І. Білоус).

- У 1920-ті роки при створенні обсерваторії у ній деякий час працював Іваненко Дмитро Дмитрович — тоді студент педінституту, а пізніше — фізик-теоретик, автор протон-нейтронної моделі атомного ядра. До речі, у 60-80-ті роки він спільно з учнями виконав цілу низку робіт з теорії гравітації.

- Інколи працівники обсерваторії проводять екскурсії. Відвідувачі мають можливість побачити у телескоп кратери на Місяці, кільця Сатурна та поспостерігати за іншими небесними світилами.

- Один із павільйонів — демонстраційний, тобто призначений для любительських спостережень допитливих відвідувачів.